# 茅野バスストップ
茅野バスストップ（ちのバスストップ）は、長野県茅野市にある中央自動車道上のバス停留所である。
「中央道茅野」と表記されている。

## 停車する路線
- 岡谷・上諏訪 - 新宿線（中央高速バス、アルピコ交通・山梨交通・京王バス・フジエクスプレス・JRバス関東） ※諏訪IC経由岡谷発着便
中央道原BS - 茅野BS - 諏訪インター前
- 上諏訪・岡谷 - 新宿線（中央高速バス、アルピコ交通・京王バス） ※岡谷IC経由上諏訪発着便
中央道原BS - 茅野BS - 有賀BS
- 茅野 - 新宿線（中央高速バス、アルピコ交通・京王バス） ※諏訪IC経由茅野発着便
中央道原BS - 茅野BS - 諏訪インター前
- 長野（松本）- TDR・成田空港線（アルピコ交通・京成バス千葉イースト）
浅草雷門・京成上野駅 - 茅野BS -みどり湖BS　※浅草雷門・京成上野駅は上下便で停車順序が異なる

## バス停へのアクセス
中央本線茅野駅より徒歩15分。

## 隣
E20 中央自動車道
(19)諏訪南IC - (PA/BS)中央道原PA/BS - 茅野BS - (20)諏訪IC